# Teoria X
Teoria X – koncepcja w teorii zarządzania, według której pracownik jest z reguły bierny, leniwy i niezdolny do wprowadzania usprawnień. Jego jedyną motywacją do pracy są zarobki lub perspektywa ich utraty.
Rolą kierownika w organizacji zarządzanej według teorii X jest opracowanie szczegółowego systemu wymagań oraz kar lub nagród, za pomocą których będzie się je egzekwować. Rola pracownika polega jedynie na wykonywaniu poleceń przełożonych.